# Howraghat
Howraghat (en asamés: হাওৰাঘাট ) es una localidad de la India en el distrito de Karbi Anglong, estado de Assam.

## Geografía
Se encuentra a una altitud de 101 m s. n. m. a 186 km de la capital estatal, Dispur, en la zona horaria UTC +5:30.

## Demografía
Según estimación 2010 contaba con una población de 4 224 habitantes.